# شهر ورزشی زاید
شهر ورزشی زاید واقع در قلب ابوظبی، امارات متحده عربی، مقصد پیشروی ورزش و تفریحات در امارات متحده عربی است.

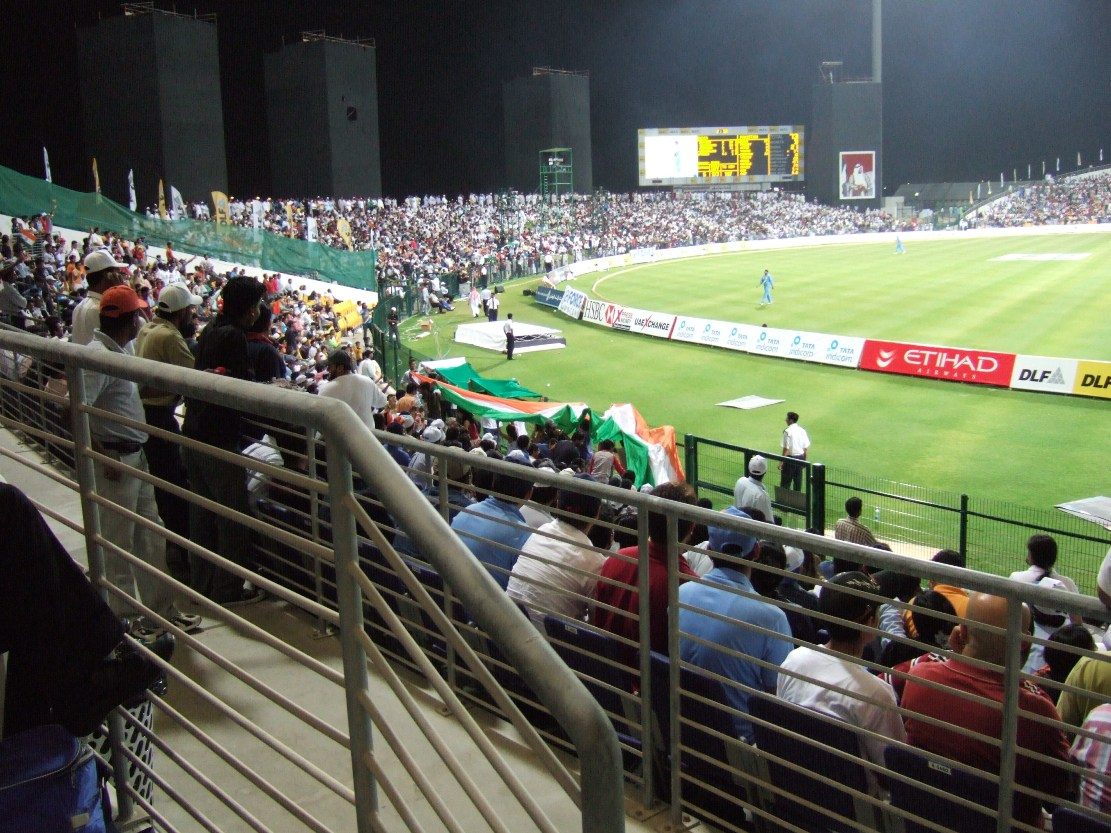

## اماکن ورزشی
- ورزشگاه شهر ورزشی زاید (۴۳٬۰۰۰ صندلی؛ فوتبال)
- مرکز بین‌المللی تنیس (۵٬۰۰۰ صندلی زمین اصلی، ۶۰۰ در زمین ۲)
- زمین‌های تمرین فوتبال، سافتبال و راگبی
- پیست اسکیت روی یخ زاید
- مرکز بین‌المللی بولینگ خلیفه